# Srby (Domažlice)
Srby é uma comuna checa localizada na região de Plzeň, distrito de Domažlice.